# 马六甲宝山亭
马六甲宝山亭是一座位于马来西亚马六甲州马六甲市三保山脚下的华人寺庙，毗邻忠贞足式碑和王井。寺庙主要供奉大伯公，由华人甲必丹蔡世昌于1795年的荷属马六甲时期创建。

## 建筑景观

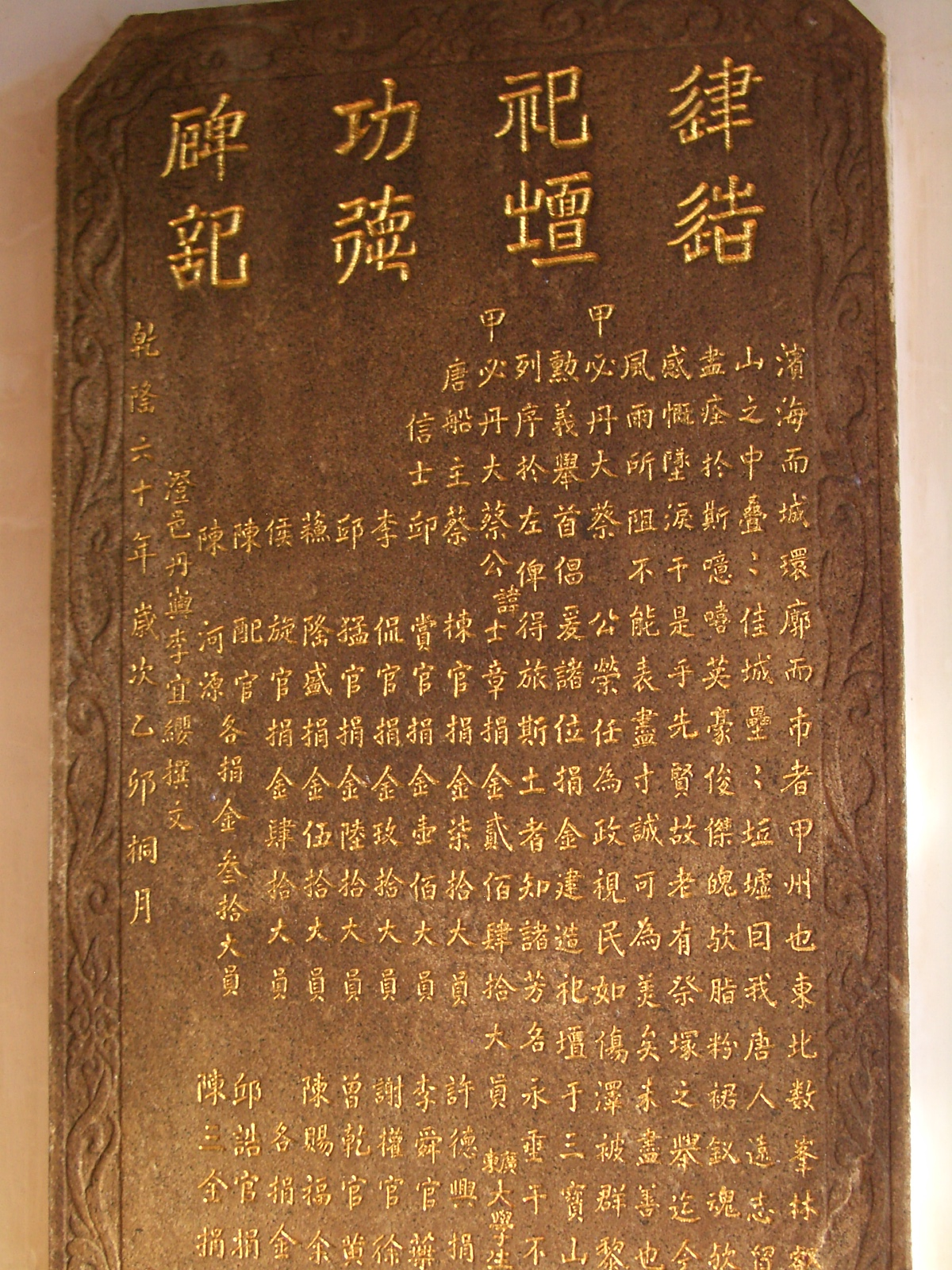
寺内有一块刻有汉字的石碑。
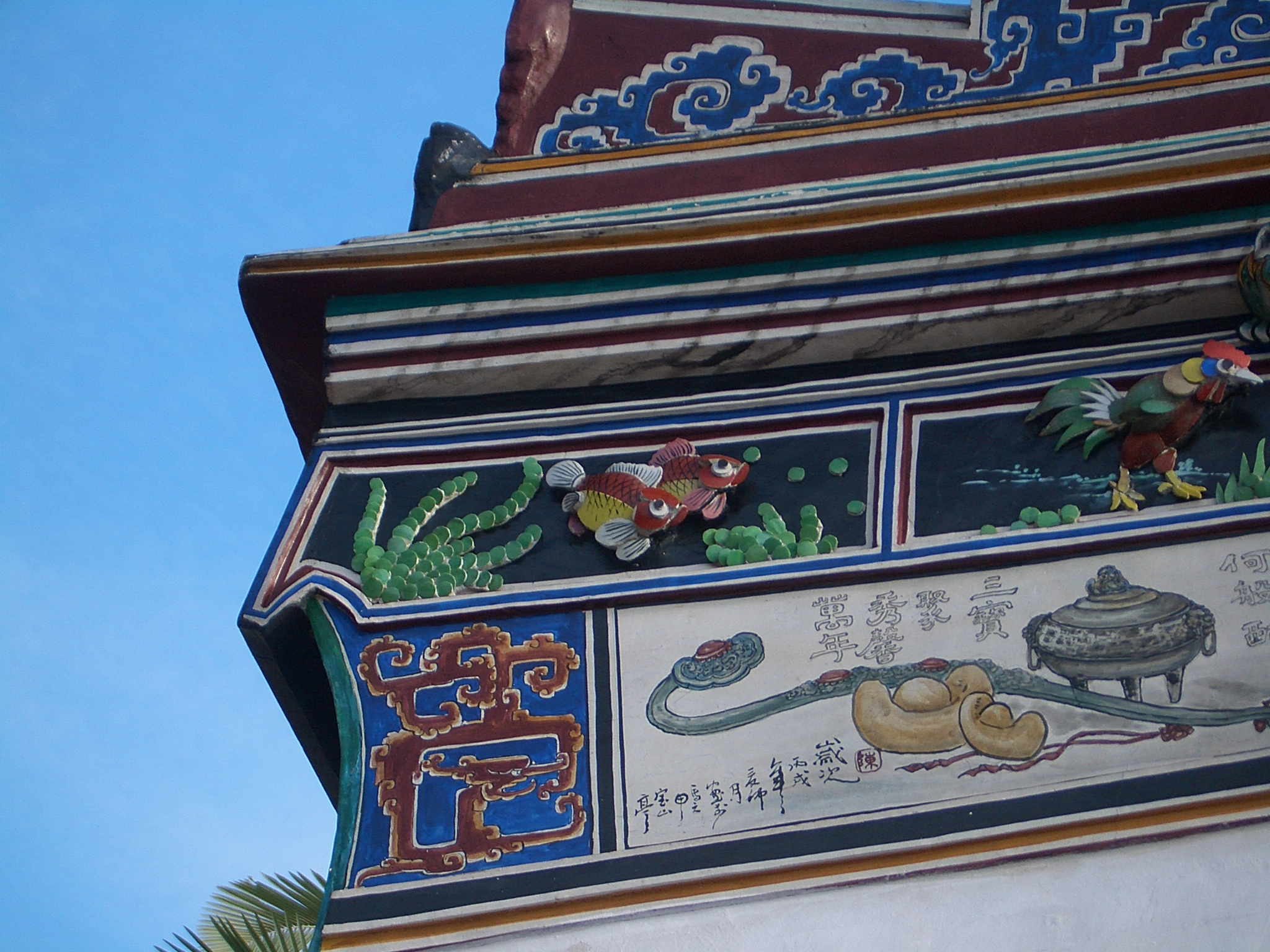
屋面艺术以香炉、银锭、如意等图案绘制。
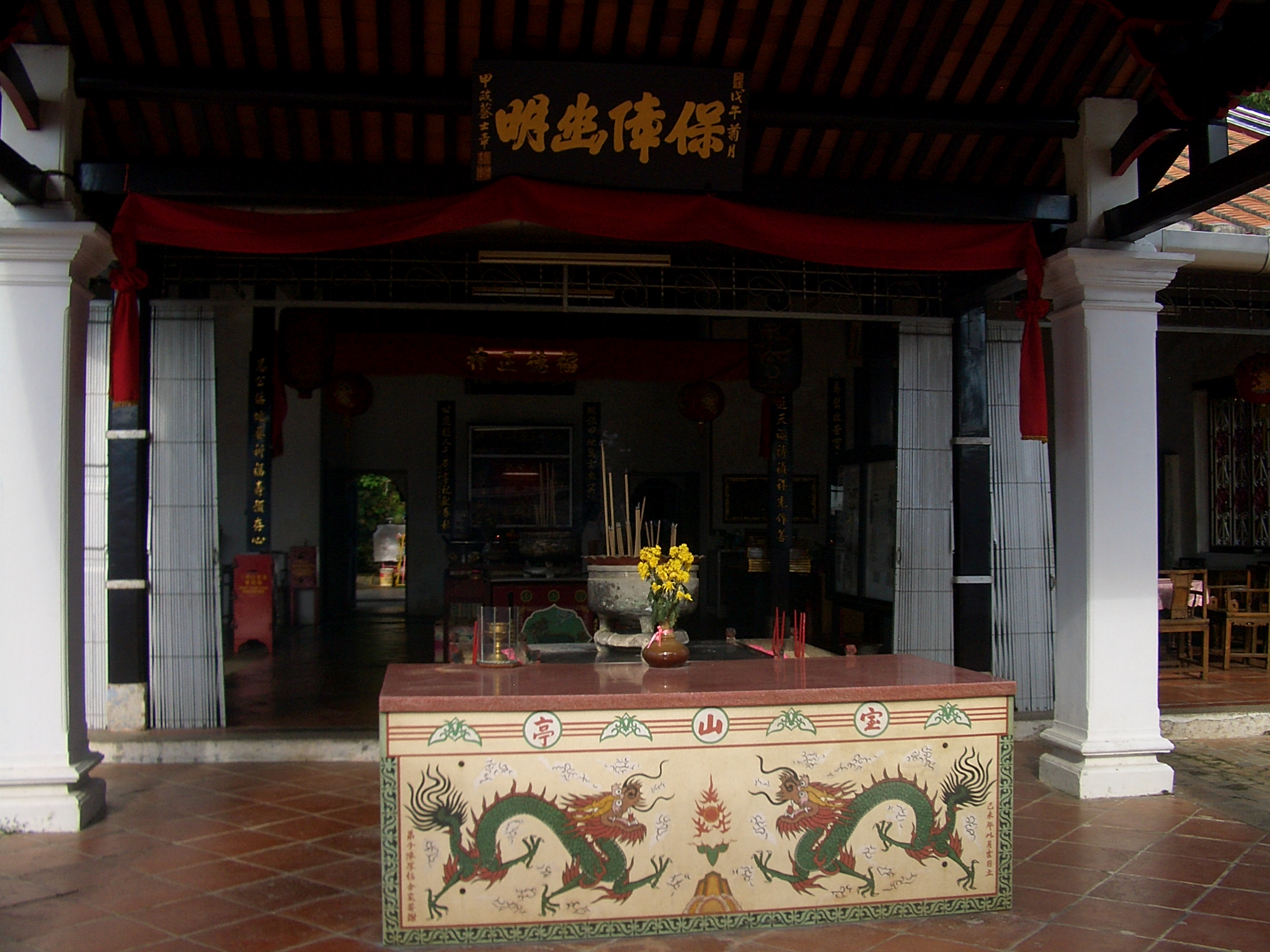
寺庙内部。
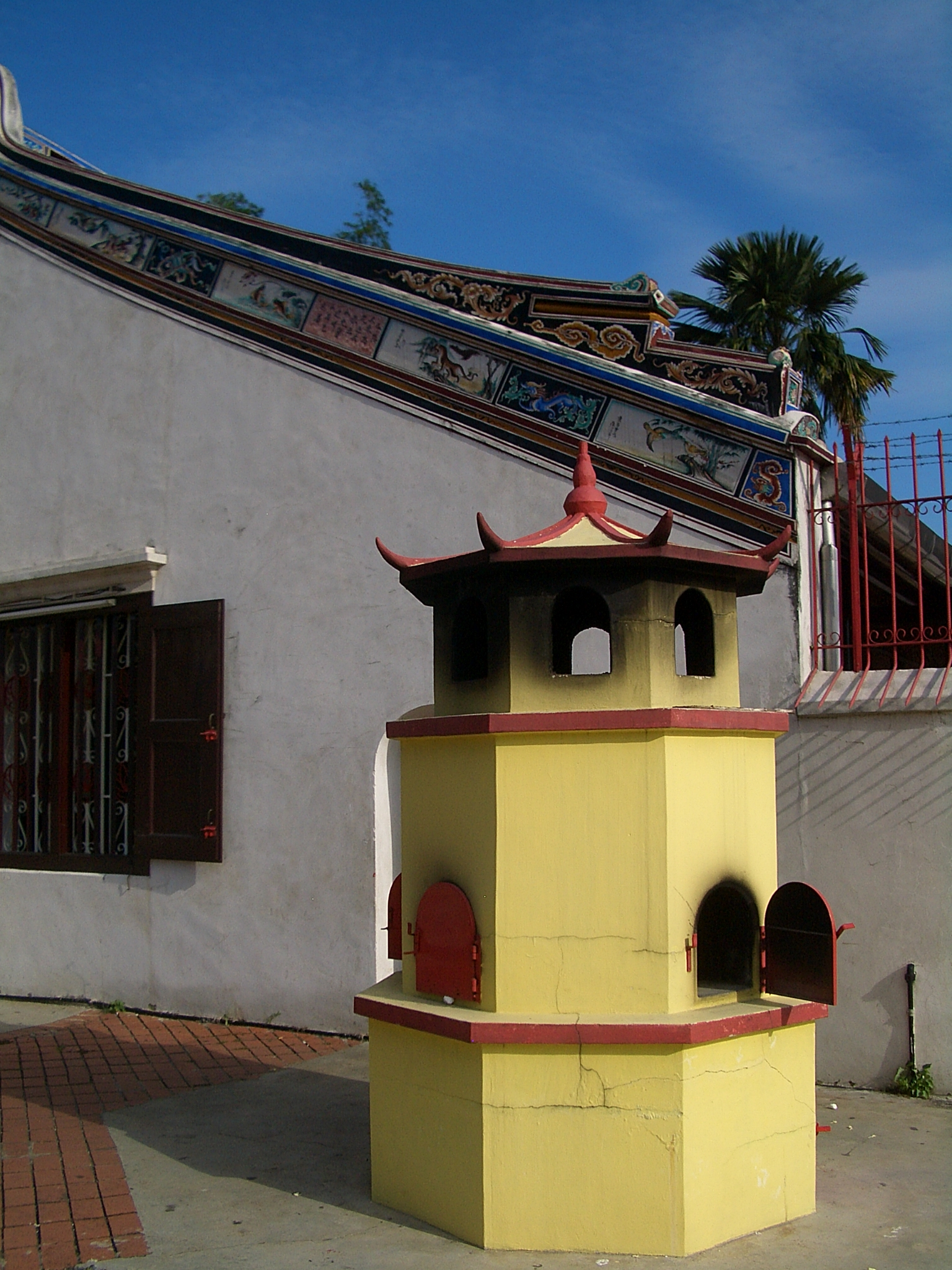
寺庙的火炉。